# Игор Павловић (глумац)
Игор Павловић (Нови Сад, 24. фебруара 1976) је српски глумац и позоришни редитељ. Стални је члан Драме Српског народног позоришта. Као глумац се такође, остварио на филму и телевизији, у земљи и иностранству.

## Биографија
Игор Павловић је рођен у Новом Саду. Његова мајка Ксенија Мартинов Павловић је такође била глумица Српског народног позоришта.
Завршио је Гимназију „Исидора Секулић“ и Академију уметности у Новом Саду, одсек Глуме на српском језику, у класи професора Михаила Јанкетића (1998—2002). Након подужег глумачког стажа, уписао је мастер из мултимедијалне режије код професора Александра Давића.  Најављен је његов мастер рад из режије: „Розенкранц и Гилденстерн су мртви” Тома Стопарда као једна од поставки Српског народног позоришта за сезону 2019 / 2020.
Радио је четири године у Народном позоришту Суботица где је 2005. године проглашен глумцем сезоне. Након овог ангажмана, прелази у СНП постајући стални члан Драме СНП-а. Од стране СНП-а је такође награђен 2016. године за остварене улоге у следећим представама: Виолиниста на крову, Ватрена ћелија, Дух који хода и Хамлет.
Обе ове професионалне улоге је објединио у континуираној сарадњи са разним аматерским позориштима широм Србије. За многе ове пројекте је добио више од шездесет награда, укључујући и Златну кулису у Крагујевцу и многе друге.
2008. године је основао позоришну трупу Артериа у којој се бави и редитељским и глумачким позивом.

## Позоришне улоге

### Српско народно позориште
| Улога                | Представа                                                                    | Режија                | Година |
| -------------------- | ---------------------------------------------------------------------------- | --------------------- | ------ |
| Деметар              | Сан летње ноћи Вилијама Шекспира                                             | Кокан Младеновић      | 2003   |
| Гулисав              | Дундо Мароје Марина Држића                                                   | Радослав Миленковић   | 2005   |
| Гроф Капулет         | Ромео и Јулија Вилијама Шекспира                                             | Предраг Штрбац        | 2005   |
| Никола               | Џандрљиви муж Јована Стерије Поповића                                        | Радоје Чупић          | 2005   |
| Орест                | Електра Данила Киша                                                          | Михаило Јанкетић      | 2006   |
| Монах Стефан         | Наход Симеон Милене Марковић                                                 | Томи Јанежич          | 2006   |
| Освалд               | Авети Хенрика Ибзена                                                         | Ксенија Крнајски      | 2006   |
| Више улога           | Ја или неко други Маје Пелевић                                               | Кокан Младеновић      | 2007   |
| Ози                  | Годо на усијаном лименом крову Бранка Димитријевића                          | Никола Завишић        | 2008   |
| Лоран                | Тартиф Ж. Б. П. Молијера                                                     | Душан Петровић        | 2008   |
| Милић                | Је ли било кнежеве вечере Виде Огњеновић                                     | Вида Огњеновић        | 2008   |
| Вершињин             | Три сестре Антона Павловича Чехова                                           | Радослав Миленковић   | 2009   |
| Улоге                | Насртаји на њен живот Мартина Кримпа                                         | Анђелка Николић       | 2009   |
| Улога                | Џепови пуни камења Мери Џонс                                                 | Игор Павловић         | 2010   |
| Песник               | Тимон Атињанин Вилијама Шекспира                                             | Горчин Стојановић     | 2010   |
| Гарсули              | Сеобе Милоша Црњанског                                                       | Вида Огњеновић        | 2011   |
| Портупеја            | Зојкин стан Михаила Булгакова                                                | Дејан Мијач           | 2011   |
| Едмунд Свитеман      | Најављено убиство Агате Кристи                                               | Ксенија Крнајски      | 2012   |
| Дик                  | High Life / Здрав(о) живот(е) Lee Macdougal                                  | Никола Завишић        | 2013   |
| Кузма, Кабулов       | Шекспир у Кремљу Ива Штивичића                                               | Ленка Удовички        | 2013   |
| Доктор               | Богојављенска ноћ Вилијама Шекспира                                          | Егон Савин            | 2013   |
| Влада                | Оставите поруку или Бегунци Виде Огњеновић                                   | Вида Огњеновић        | 2014   |
| Филент               | Мизантроп Ж. Б. П. Молијера                                                  | Ива Милошевић         | 2014   |
| Андреј               | Ватрена ћелија, према мотивима драме Албера Камија Праведници                | Марко Торлаковић      | 2015   |
| Лазар Волф, месар    | Виолиниста на крову Џозеф Стејн – Џери Бок                                   | Атила Береш           | 2015   |
| Поп                  | Дух који хода (Прометејев пут) Дејана Дуковског                              | Александар Поповски   | 2015   |
| Клаудије             | Хамлет Вилијама Шекспира                                                     | Никола Завишић        | 2016   |
| више улога           | На Дрини ћуприја Иве Андрића                                                 | Кокан Младеновић      | 2016   |
| Шпира Клонфер        | Развојни пут Боре Шнајдера                                                   | Предраг Штрбац        | 2016   |
|                      | Час анатомије, ауторски пројекат Андраша Урбана по мотивима дела Данила Киша | Андраш Урбан          | 2017   |
| Стенборг, Стражар II | Фортинбрас се напио Јануша Гловацког                                         | Никола Завишић        | 2017   |
| Стенли               | Отпор, Ли Мекдугал                                                           | Соња Петровић         | 2017   |
| Ли                   | Прави Запад, Сем Шепард                                                      | Димитри Пјер Удовички | 2018   |
| Конзервативац        | Доплер, Ерленд Лу                                                            | Александар Поповски   | 2018   |

### Остале улоге
| Улога             | Представа                                                     | Режија                | Година     |
| ----------------- | ------------------------------------------------------------- | --------------------- | ---------- |
| Курио, Себастијан | Богојављенска ноћ Вилијама Шекспира                           | Радослав Златан Дорић | 2001, 2007 |
| Јаша              | Вишњик Антона Павлова Чехова                                  | Душан Петровић        | 2002       |
| Тајг              | Dom Riordanovih En Noble                                      | Горан Рушкуц          | 2002       |
| Више улога        | Баханалије Горана Стефановског                                | Кокан Младеновић      | 2002       |
| Адам Лонг         | Сабрана дела Вилијема Шекспира Боргесона/Лонга/Сингера        | Кокан Младеновић      | 2004       |
| Раде              | Птичице Филипа Шоваговића                                     | Роберт Рапоњ          | 2004       |
| Валерио           | Леонс и Лена Георга Бихнера                                   | Душан Петровић        | 2005       |
| Грејем            | Под плавим небом Д. Елдриџ                                    | Ксенија Крнајски      | 2005       |
| Више улога        | B. Vian-Tajték, Кинга Мезеи                                   | Кинга Мезеи           | 2005       |
| Гери              | Иза кулиса Мајкла Фрејна                                      | Оливера Ђорђевић      | 2007       |
| Клитандар         | Учене жене Ж.Б.П. Молијера                                    | Радослав Миленковић   | 2007       |
| Повјесничар       | Истарске шторице Бориса Сенкера                               | Роберт Рапоња         | 2007       |
| Више улога        | Црњански Милоша Латиновића                                    | Душан Петровић        | 2008       |
| Игор              | Сабрана дела Виљема Шекспира (Укратко) Лонг, Боргесон, Сингер | Игор Павловић         |            |

## Филмографија
- Стражар 2, Црни Груја (тв серија), 2003;
- Војни полицајац II, Журка, 2004;
- Марко, Заувијек млад (тв серија), 2009.